# Eviota lacrimae
Eviota lacrimae är en fiskart som beskrevs av Sunobe, 1988. Eviota lacrimae ingår i släktet Eviota och familjen smörbultsfiskar. Inga underarter finns listade i Catalogue of Life.